# Décennie 1960 en arts plastiques
Chronologie des arts plastiques
Années 1950 - Années 1960 - Années 1970
Cet article concerne les années 1960 en arts plastiques.

## Événements
- 27 juillet 1962 : dans la nuit, les sculpteurs Christo et Jeanne-Claude élèvent un mur de 89 barils dans la rue  Visconti  à Paris, œuvre baptisée Iron-Curtain Wall of Oil Barrels en réponse au mur de Berlin édifié un an plus tôt[1].
- 27 octobre 1960 : signature de « la déclaration constitutive du Nouveau Réalisme » par Arman, François Dufrêne, Raymond Hains, Martial Raysse, Daniel Spoerri, Jean Tinguely, Jacques Villeglé, Pierre Restany (qui a rédigé le manifeste) et Yves Klein dans l'atelier de ce dernier[2].
- 31 octobre au 1er décembre 1962  : The New Realists, exposition Pop Art à la galerie Sidney Janis de New York avec la participation des artistes américains Jim Dine, Robert Indiana, Roy Lichtenstein, Claes Oldenburg, James Rosenquist, George Segal, Tom Wesselmann, James Rosenquist, Wayne Thiebaud, Andy Warhol et les européens Peter Blake, Arman, Peter Phillips, Martial Raysse et Mimmo Rotella[3].

- 14 mars 1963 : exposition Neo-Dada « Jim Dine » Galerie Ileana Sonnabend à Paris[4].
- 9-22 mai 1963 : exposition « Pop Art Américain » Galerie Ileana Sonnabend ; les Parisiens voient pour la première fois des tableaux d’Andy Warhol, les Twenty Marilyns, Four Marilyns in Colour et Big torn Campbell’s Soup Can (Black Bean)[4].
- 10 mai – 20 juin 1963 : exposition « De A à Z : 31 peintres américains choisis par the Art Institute of Chicago » au Centre Culturel Américain[4].
- 5 – 30 juin 1963 : exposition « Lichtenstein » Galerie Ileana Sonnabend à Paris[4].

- Janvier 1965 : Minimal Art, article publié dans Arts Magazine par le philosophe analytique anglais Richard Wollheim au sujet d'une exposition à la Green Gallery de New York. Il y définit la notion d'art minimaliste[5].

- 1er-24 avril 1966 : premier Festival mondial des arts nègres à Dakar[6].
- 18 novembre 1966 : inauguration par André Malraux de l’exposition « Hommage à Picasso » au Petit-Palais à Paris[7].
- 1966, Italie : fondation à Florence d’Archizoom Associati, groupe de designers qui bouleverse le décor des années 1970-1980[8].
- 4 décembre 1966 : Superstudio et Archizoom participent à l'exposition « Superarchitettura » à la Jolly 2 Gallery de Pistoia[9].
- 7 avril-5 juin 1967 : exposition L'art brut de Jean Dubuffet au musée des arts décoratifs de Paris[10]. L'artiste offre au musée une partie de sa collection personnelle[11].

## Réalisations
- 1960 : Anthropométrie de l'époque bleue, toile de Yves Klein.